# Berossos
Berossos (seltener Berosos, akkadisch Bêl-re'ušunu, latinisiert Berossus) war ein im späten 4. / frühen 3. Jahrhundert v. Chr. lebender babylonischer Priester des Gottes Bēl-Marduk und einer der bedeutendsten Priesterastronomen der Antike. Er ist bekannt als Verfasser eines historischen Werks in griechischer Sprache und wird nicht zutreffend manchmal als Begründer der hellenistischen Astrologie, welche die Horoskop-Astrologie erfunden hat, bezeichnet.

## Leben und Werk
In der Forschung herrscht über die genauen Lebensdaten des Berossos keine Einigkeit. Berossos war vielleicht ein Zeitgenosse Alexanders des Großen, möglicherweise auch von dessen Sohn Alexander IV. Aigos, entsprechend könnte Berossos z. B. zwischen 330 und 323 v. Chr. oder 316 und 305 v. Chr. geboren worden sein. Manche Forscher nehmen aber auch eine Geburt um 340 v. Chr. an und interpretieren seine weiteren Lebensumstände unterschiedlich, etwa in Bezug auf seine astronomischen Interessen. Er wurde jedenfalls Priester des Gottes Bēl-Marduk (Bēl war ein während dieser Zeit üblich gewordener Name dieses Gottes) und wurde wahrscheinlich Leiter des Esaĝila-Tempels. Berossos veröffentlichte wohl um 290 v. Chr. eine „Babylonische Geschichte“ (die vermutlich den Titel Babyloniaká trug) in griechischer Sprache. Das Werk war dem Seleukiden Antiochos I. gewidmet (damals Mitherrscher seines Vaters Seleukos I., später selbst König) und in drei Bücher unterteilt. Behandelt wurde die Geschichte von der „Urzeit“ bis zum Tod Alexanders.
Von dem Werk sind nur Fragmente erhalten (Die Fragmente der griechischen Historiker Nr. 680); benutzt wurde es unter anderem von Alexander Polyhistor (welcher wiederum in der armenischen Fassung der Chronik des Eusebius zitiert wird), Flavius Josephus, Abydenos sowie Juba.
Eine Besonderheit dieser Chronik war die Verbindung mesopotamischer und griechischer Tradition zur Legitimierung der Seleukidenherrschaft. Buch 1 widmet sich der Geographie Babyloniens, wobei Berossos sich an der hellenistischen Ethnografie orientiert, der Kosmogonie und dem Fischmenschen (Synonym für Weiser) Oannes als Kulturbringer. Buch 2 beschäftigt sich mit 10 vorsintflutlichen Königen, schildert Flutberichte (nach der aus Uruk übernommenen babylonischen Tradition), sowie den nachsintflutlichen Dynastien und den Weisen bis zu Nabû-naṣir im 8. Jhd. v. Chr. Buch 3 schildert schließlich die assyrische Fremdherrschaft (nach babylonischer Tradition nur aus babylonischem Blickwinkel) seit Tiglat-pileser III., deren Niedergang, die Zeit des Chaldäers Nebukadnezar II., die Perserherrschaft bis zur griechischen Eroberung.
Berossos scheint sich bei seiner Darstellung auf Originalurkunden und einheimische Traditionen gestützt zu haben, wobei er insgesamt betrachtet recht zuverlässig ist. Sein Geschichtswerk stützt in vielen Aussagen sowohl die heutigen Funde archäologischer Natur als auch die antiken Keilschrifttexte. Er gilt für die mesopotamische Geschichte und Kultur als glaubhafter als Herodot.
Um 300 v. Chr. soll sich Berossos auf der Insel Kos niedergelassen und dort die erste Astrologieschule der hellenistischen Welt gegründet haben, was allerdings von manchen Berossos-Fachleuten in neueren Publikationen bestritten wird. Als Astrologe soll er angeblich großes Ansehen erreicht haben, von seinen astrologischen Lehren sind wenige – mehr 'kosmologische' – Fragmente überliefert. Die Echtheit der betreffenden Fragmente wird wiederum teilweise in Frage gestellt oder angemerkt, dass keiner der nach Berossos lebenden bedeutenden Astronomen wie Astrologen, so beispielsweise Hipparchos oder Ptolemäus, diesen zitiert oder referiert hat.
Saros, Neros und Sossos
Berossos verwendete für seine Zählung von Jahren die Begriffe Saros, Neros und Sossos, die einer sehr alten Zählweise entsprechen. Ein Saros steht dabei für den einen Zeitraum von 3600 Jahren, ein Neros für 600 Jahre und ein Sossos für 60 Jahre. König Alaros sei der erste König von Babylon gewesen und hätte für zehn Saroi regiert. Bis zu König Xisouthros, unter dem die, wie er sagt, erste und große Flut geschehen sei, von der auch Mose berichtete, seien 120 Saroi (ungefähr 430.000 Jahre) vergangen, in denen zehn Könige regierten.
Der Mondkrater Berosus ist nach ihm benannt.

## Ausgaben und Übersetzungen
- Fragmente der griechischen Historiker (FGrHist) Nr. 680 (Originaltext).
- Geert Eduard Eveline de Breucker: De Babyloniaca van Berossos van Babylon: inleiding, editie en commentaar. Groningen 2012. S. 27f, S. 677. Publikation als PDFs abrufbar.
- Stanley Mayer Burstein: The Babyloniaca of Berossus. 2. Aufl. Malibu/Calif. 1980.
- Gerald P. Verbrugghe, John M. Wickersham: Berossos and Manetho, introduced and translated. Native traditions in ancient Mesopotamia and Egypt. Ann Arbor 1996 (Nachdruck 2000).